# バッドアス・シネマ
バッドアス・シネマ（BaadAsssss Cinema）は2002年の、アメリカ・イギリス制作のTVドキュメンタリー映画。
1970年代につくられたアメリカのブラックスプロイテーション映画の歴史について、当時の映画の映像をまじえながら、関係者が語る。

## スタッフ
- 監督：アイザック・ジュリアン
- 製作：ポーラ・ジャルフォン、コリン・マッケイブ
- 製作総指揮：キャロライン・カプラン、ジョナサン・セリング
- 編集：アダム・フィンチ
- 音楽：アンディ・コウトン

## 出演
- ラリー・コーエン
- ロン・フィンリー（ブラックスプロイテーション映画のポスターのコレクター、ファッションデザイナー、都市園芸家）
- パム・グリア
- アイザック・ヘイズ
- グロリア・ヘンドリー
- サミュエル・L・ジャクソン
- エルヴィス・ミッチェル（映画評論家）
- ロン・オニール
- ゴードン・パークス
- アフェニ・シャクール（元ブラック・パンサー党員、ラッパー2パックの母）
- クエンティン・タランティーノ
- メルヴィン・ヴァン・ピーブルズ
- フレッド・ウィリアムソン